# Alpské lyžování na Zimních olympijských hrách 2010
Alpské lyžování na Zimních olympijských hrách 2010 ve Vancouveru se konalo v areálu Whistler Blackcomb u Whistleru od 15. do 27. února 2010.

## Program
Řada soutěží byla odložena kvůli dešti a vysokým teplotám.
| Den    | Datum plánované | Zahájení (UTC-8) | Datum skutečné | Zahájení (UTC-8) | Zahájení (SEČ) | Závod                 |
| ------ | --------------- | ---------------- | -------------- | ---------------- | -------------- | --------------------- |
| den 2  | 13. února 2010  | 11:45            | 15. února 2010 | 10:30            | 19:30          | sjezd muži            |
| den 3  | 14. února 2010  | 10:00            | 18. února 2010 | 9:30             | 18:30          | super kombinace ženy  |
| den 3  | 14. února 2010  | 13:00            | 18. února 2010 | 12:30            | 21:30          | super kombinace ženy  |
| den 5  | 16. února 2010  | 10:00            | 21. února 2010 | 9:30             | 18:30          | super kombinace muži  |
| den 5  | 16. února 2010  | 13:30            | 21. února 2010 | 13:00            | 22:00          | super kombinace muži  |
| den 6  | 17. února 2010  | 11:00            | 17. února 2010 | 11:00            | 20:00          | sjezd ženy            |
| den 8  | 19. února 2010  | 11:30            | 19. února 2010 | 11:30            | 20:30          | superobří slalom muži |
| den 9  | 20. února 2010  | 10:00            | 20. února 2010 | 10:00            | 19:00          | superobří slalom ženy |
| den 10 | 21. února 2010  | 10:00            | 23. února 2010 | 9:30             | 18:30          | obří slalom muži      |
| den 10 | 21. února 2010  | 13:45            | 23. února 2010 | 13:00            | 22:00          | obří slalom muži      |
| den 13 | 24. února 2010  | 10:00            | 24. února 2010 | 10:00            | 19:00          | obří slalom ženy      |
| den 13 | 24. února 2010  | 13:15            | 25. února 2010 | 9:30             | 18:30          | obří slalom ženy      |
| den 15 | 26. února 2010  | 10:00            | 26. února 2010 | 10:00            | 19:00          | slalom ženy           |
| den 15 | 26. února 2010  | 13:30            | 26. února 2010 | 13:30            | 22:30          | slalom ženy           |
| den 16 | 27. února 2010  | 10:00            | 27. února 2010 | 10:00            | 19:00          | slalom muži           |
| den 16 | 27. února 2010  | 13:45            | 27. února 2010 | 13:45            | 22:45          | slalom muži           |

## Medailové pořadí zemí
| Pořadí | Země                         | Zlato | Stříbro | Bronz | Celkově |
| ------ | ---------------------------- | ----- | ------- | ----- | ------- |
| 1.     | Německo (GER)                | 3     | 0       | 0     | 3       |
| 2.     | Spojené státy americké (USA) | 2     | 3       | 3     | 8       |
| 3.     | Švýcarsko (SUI)              | 2     | 0       | 1     | 3       |
| 4.     | Norsko (NOR)                 | 1     | 2       | 1     | 4       |
| 5.     | Rakousko (AUT)               | 1     | 1       | 2     | 4       |
| 6.     | Itálie (ITA)                 | 1     | 0       | 0     | 1       |
| 7.     | Slovinsko (SLO)              | 0     | 2       | 0     | 2       |
| 7.     | Chorvatsko (CRO)             | 0     | 2       | 0     | 2       |
| 9.     | Švédsko (SWE)                | 0     | 0       | 2     | 2       |
| 10.    | Česko (CZE)                  | 0     | 0       | 1     | 1       |
|        | Celkem                       | 10    | 10      | 10    | 30      |

## Medailisté

### Muži
| Disciplína       | Zlato                                      | Výkon   | Stříbro                                    | Výkon   | Bronz                                           | Výkon   |
| ---------------- | ------------------------------------------ | ------- | ------------------------------------------ | ------- | ----------------------------------------------- | ------- |
| superkombinace   | Bode Miller · Spojené státy americké (USA) | 2:44,92 | Ivica Kostelić · Chorvatsko (CRO)          | 2:45,25 | Silvan Zurbriggen · Švýcarsko (SUI)             | 2:45,32 |
| sjezd            | Didier Défago · Švýcarsko (SUI)            | 1:54,31 | Aksel Lund Svindal · Norsko (NOR)          | 1:54,38 | Bode Miller · Spojené státy americké (USA)      | 1:54,40 |
| slalom           | Giuliano Razzoli · Itálie (ITA)            | 1:39,32 | Ivica Kostelić · Chorvatsko (CRO)          | 1:39,48 | André Myhrer · Švédsko (SWE)                    | 1:39,76 |
| obří slalom      | Carlo Janka · Švýcarsko (SUI)              | 2:37,83 | Kjetil Jansrud · Norsko (NOR)              | 2:38,22 | Aksel Lund Svindal · Norsko (NOR)               | 2:38,44 |
| superobří slalom | Aksel Lund Svindal · Norsko (NOR)          | 1:30,34 | Bode Miller · Spojené státy americké (USA) | 1:30,62 | Andrew Weibrecht · Spojené státy americké (USA) | 1:30,65 |

### Ženy
| Disciplína       | Zlato                                          | Výkon   | Stříbro                                        | Výkon   | Bronz                                          | Výkon   |
| ---------------- | ---------------------------------------------- | ------- | ---------------------------------------------- | ------- | ---------------------------------------------- | ------- |
| superkombinace   | Maria Rieschová · Německo (GER)                | 2:09,14 | Julia Mancusová · Spojené státy americké (USA) | 2:10,08 | Anja Pärsonová · Švédsko (SWE)                 | 2:10,19 |
| sjezd            | Lindsey Vonnová · Spojené státy americké (USA) | 1:44,19 | Julia Mancusová · Spojené státy americké (USA) | 1:44,75 | Elisabeth Görglová · Rakousko (AUT)            | 1:45,65 |
| slalom           | Maria Rieschová · Německo (GER)                | 1:42,89 | Marlies Schildová · Rakousko (AUT)             | 1:43,32 | Šárka Záhrobská · Česko (CZE)                  | 1:43,90 |
| obří slalom      | Viktoria Rebensburgová · Německo (GER)         | 2:27,11 | Tina Mazeová · Slovinsko (SLO)                 | 2:27,15 | Elisabeth Görglová · Rakousko (AUT)            | 2:27,25 |
| superobří slalom | Andrea Fischbacherová · Rakousko (AUT)         | 1:20,14 | Tina Mazeová · Slovinsko (SLO)                 | 1:20,63 | Lindsey Vonnová · Spojené státy americké (USA) | 1:20,88 |

## Muži

### Sjezd
- 15. únor 2010

| P                           | SČ | Sportovec          | Stát                   | Čas     | Ztráta |
| --------------------------- | -- | ------------------ | ---------------------- | ------- | ------ |
| Zlatá olympijská medaile    | 18 | Didier Défago      | Švýcarsko              | 1:54,31 | 0,00   |
| Stříbrná olympijská medaile | 16 | Aksel Lund Svindal | Norsko                 | 1:54,38 | +0,07  |
| Bronzová olympijská medaile | 8  | Bode Miller        | Spojené státy americké | 1:54,40 | +0,09  |
| 4.                          | 15 | Mario Scheiber     | Rakousko               | 1:54,52 | +0,21  |
| 5.                          | 9  | Erik Guay          | Kanada                 | 1:54,64 | +0,33  |
| 6.                          | 22 | Didier Cuche       | Švýcarsko              | 1:54,67 | +0,36  |
| 7.                          | 3  | David Poisson      | Francie                | 1:54,82 | +0,51  |
| 8.                          | 10 | Marco Büchel       | Lichtenštejnsko        | 1:54,84 | +0,53  |
| 9.                          | 13 | Klaus Kröll        | Rakousko               | 1:54,87 | +0,56  |
| 10.                         | 17 | Michael Walchhofer | Rakousko               | 1:54,88 | +0,57  |
|                             |    |                    |                        |         |        |
| 30.                         | 38 | Ondřej Bank        | Česko                  | 1:56,66 | +2,35  |
| 36.                         | 35 | Petr Záhrobský     | Česko                  | 1:57,44 | +3,13  |
| 40.                         | 48 | Kryštof Krýzl      | Česko                  | 1:58,43 | +4,12  |
| 57.                         | 53 | Filip Trejbal      | Česko                  | 2:02,57 | +8.26  |

### Superobří slalom
- 19. únor 2010

| P                           | SČ | Sportovec           | Stát                   | Čas     | Ztráta |
| --------------------------- | -- | ------------------- | ---------------------- | ------- | ------ |
| Zlatá olympijská medaile    | 19 | Aksel Lund Svindal  | Norsko                 | 1:30,34 | 0,00   |
| Stříbrná olympijská medaile | 11 | Bode Miller         | Spojené státy americké | 1:30,62 | +0,28  |
| Bronzová olympijská medaile | 3  | Andrew Weibrecht    | Spojené státy americké | 1:30,65 | +0,31  |
| 4.                          | 18 | Werner Heel         | Itálie                 | 1:30,67 | +0,33  |
| 5.                          | 20 | Erik Guay           | Kanada                 | 1:30,68 | +0,34  |
| 6.                          | 13 | Christof Innerhofer | Itálie                 | 1:30,73 | +0,39  |
| 7.                          | 9  | Patrick Staudacher  | Itálie                 | 1:30,74 | +0,40  |
| 8.                          | 15 | Carlo Janka         | Švýcarsko              | 1:30,83 | +0,49  |
| 9.                          | 14 | Tobias Grünenfelder | Švýcarsko              | 1:30,90 | +0,56  |
| 10                          | 16 | Didier Cuche        | Švýcarsko              | 1:31,06 | +0,72  |
|                             |    |                     |                        |         |        |
| 34                          | 31 | Petr Záhrobský      | Česko                  | 1:33,83 | +3,49  |
|                             | 56 | Martin Vráblík      | Česko                  | DSQ     |        |

### Kombinace
- 21. únor 2010

| P                           | SČ | Sportovec           | Stát                   | Čas     | Ztráta |
| --------------------------- | -- | ------------------- | ---------------------- | ------- | ------ |
| Zlatá olympijská medaile    | 20 | Bode Miller         | Spojené státy americké | 2:44,92 | 0,00   |
| Stříbrná olympijská medaile | 22 | Ivica Kostelić      | Chorvatsko             | 2:45,25 | +0,33  |
| Bronzová olympijská medaile | 16 | Silvan Zurbriggen   | Švýcarsko              | 2:45,32 | +0,40  |
| 4.                          | 17 | Carlo Janka         | Švýcarsko              | 2:45,54 | +0,62  |
| 5.                          | 3  | Ted Ligety          | Spojené státy americké | 2:45,82 | +0,90  |
| 6.                          | 21 | Benjamin Raich      | Rakousko               | 2:46,13 | +1,21  |
| 7.                          | 9  | Ondřej Bank         | Česko                  | 2:46,19 | +1,27  |
| 8.                          | 8  | Christof Innerhofer | Itálie                 | 2:46,45 | +1,53  |
| 9.                          | 12 | Kjetil Jansrud      | Norsko                 | 2:46,50 | +1,58  |
| 10                          | 33 | Will Brandenburg    | Spojené státy americké | 2:47,06 | +2,14  |
|                             |    |                     |                        |         |        |
| 17                          | 25 | Kryštof Krýzl       | Česko                  | 2:48.31 | +3,39  |
| 28                          | 41 | Filip Trejbal       | Česko                  | 2:50,85 | +5,93  |
| 31                          | 34 | Martin Vráblík      | Česko                  | 2:52,46 | +7,54  |

### Obří slalom
- 23. únor 2010

| P                           | SČ | Sportovec          | Stát                   | Čas     | Ztráta |
| --------------------------- | -- | ------------------ | ---------------------- | ------- | ------ |
| Zlatá olympijská medaile    | 6  | Carlo Janka        | Švýcarsko              | 2:37,83 | 0,00   |
| Stříbrná olympijská medaile | 4  | Kjetil Jansrud     | Norsko                 | 2:38,22 | +0,39  |
| Bronzová olympijská medaile | 14 | Aksel Lund Svindal | Norsko                 | 2:38,44 | +0,61  |
| 4.                          | 1  | Marcel Hirscher    | Rakousko               | 2:38,52 | +0,69  |
| 5.                          | 8  | Romed Baumann      | Rakousko               | 2:38,80 | +0,97  |
| 6.                          | 5  | Benjamin Raich     | Rakousko               | 2:38,83 | +1,00  |
| 7.                          | 16 | Ivica Kostelić     | Chorvatsko             | 2:38,88 | +1,05  |
| 8.                          | 33 | Felix Neureuther   | Německo                | 2:39,06 | +1,23  |
| 9.                          | 7  | Ted Ligety         | Spojené státy americké | 2:39,11 | +1,28  |
| 10                          | 25 | Aleš Gorza         | Slovinsko              | 2:39,21 | +1,38  |
|                             |    |                    |                        |         |        |
| 17                          | 22 | Ondřej Bank        | Česko                  | 2:39,64 | +1,81  |
| 23                          | 30 | Kryštof Krýzl      | Česko                  | 2:40,73 | +2,90  |
| 39                          | 62 | Filip Trejbal      | Česko                  | 2:45,41 | +7,58  |
|                             | 39 | Martin Vráblík     | Česko                  | DNF     |        |

### Slalom
- 27. únor 2010

| P                           | SČ | Sportovec        | Stát       | Čas     | Ztráta |
| --------------------------- | -- | ---------------- | ---------- | ------- | ------ |
| Zlatá olympijská medaile    | 13 | Giuliano Razzoli | Itálie     | 1:39,32 | 0,00   |
| Stříbrná olympijská medaile | 2  | Ivica Kostelić   | Chorvatsko | 1:39,48 | +0,16  |
| Bronzová olympijská medaile | 12 | André Myhrer     | Švédsko    | 1:39,76 | +0,44  |
| 4.                          | 3  | Benjamin Raich   | Rakousko   | 1:39,81 | +0,49  |
| 5.                          | 6  | Marcel Hirscher  | Rakousko   | 1:40,20 | +0,88  |
| 6.                          | 9  | Mitja Valencic   | Slovinsko  | 1:40,35 | +1,03  |
| 7.                          | 8  | Manfred Moelgg   | Itálie     | 1:40,45 | +1,13  |
| 8.                          | 19 | Julien Cousineau | Kanada     | 1:40,66 | +1,34  |
| 9.                          | 4  | Julien Lizeroux  | Francie    | 1:40,72 | +1,40  |
| 10                          | 7  | Reinfried Herbst | Rakousko   | 1:40,78 | +1,46  |
|                             |    |                  |            |         |        |
| 11                          | 37 | Ondřej Bank      | Česko      | 1:40,81 | +1,49  |
|                             | 29 | Filip Trejbal    | Česko      | DNF     |        |
|                             | 48 | Martin Vráblík   | Česko      | DNF     |        |
|                             | 34 | Kryštof Krýzl    | Česko      | DSQ     |        |

## Ženy

### Sjezd
- 17. únor 2010

| P                           | SČ | Sportovec             | Stát                   | Čas     | Ztráta |
| --------------------------- | -- | --------------------- | ---------------------- | ------- | ------ |
| Zlatá olympijská medaile    | 16 | Lindsey Vonnová       | Spojené státy americké | 1:44,19 | 0,00   |
| Stříbrná olympijská medaile | 10 | Julia Mancusová       | Spojené státy americké | 1:44,75 | +0,56  |
| Bronzová olympijská medaile | 5  | Elisabeth Görglová    | Rakousko               | 1:45,65 | +1,46  |
| 4.                          | 14 | Andrea Fischbacherová | Rakousko               | 1:45,68 | +1,49  |
| 5.                          | 18 | Fabienne Suter        | Švýcarsko              | 1:46:17 | +1,98  |
| 6.                          | 6  | Britt Janyk           | Kanada                 | 1:46,21 | +2,02  |
| 7.                          | 15 | Marie Marchand-Arvier | Francie                | 1:46,22 | +2,03  |
| 8.                          | 22 | Maria Rieschová       | Německo                | 1:46,26 | +2,07  |
| 9.                          | 7  | Lucia Recchia         | Itálie                 | 1:46,50 | +2,31  |
| 10                          | 27 | Gina Stechert         | Německo                | 1:46,93 | +2,74  |
|                             |    |                       |                        |         |        |
| 27                          | 31 | Šárka Záhrobská       | Česko                  | 1:50,68 | +6,49  |
| 37                          | 1  | Klára Křížová         | Česko                  | 2:09:27 | +25,08 |

### Kombinace
- 18. únor 2010

| P                           | SČ | Sportovec               | Stát                   | Čas     | Ztráta |
| --------------------------- | -- | ----------------------- | ---------------------- | ------- | ------ |
| Zlatá olympijská medaile    | 19 | Maria Rieschová         | Německo                | 2:09,14 | 0,00   |
| Stříbrná olympijská medaile | 3  | Julia Mancusová         | Spojené státy americké | 2:10,08 | +0,94  |
| Bronzová olympijská medaile | 21 | Anja Pärsonová          | Švédsko                | 2:10,19 | +1,05  |
| 4.                          | 20 | Kathrin Zettelová       | Rakousko               | 2:10,50 | +1,36  |
| 5.                          | 4  | Tina Mazeová            | Slovinsko              | 2:10,53 | +1,39  |
| 6.                          | 22 | Fabienne Suter          | Švýcarsko              | 2:10,85 | +1,71  |
| 7.                          | 12 | Šárka Záhrobská         | Česko                  | 2:11,02 | +1,88  |
| 8.                          | 8  | Johanna Schnarf         | Itálie                 | 2:11,29 | +2,15  |
| 9.                          | 17 | Michaela Kirchgasserová | Rakousko               | 2:11,35 | +2,21  |
| 10                          | 9  | Marie Marchand-Arvier   | Francie                | 2:11,82 | +2,68  |

### Superobří slalom
- 20. únor 2010

| P                           | SČ | Sportovec             | Stát                   | Čas     | Ztráta |
| --------------------------- | -- | --------------------- | ---------------------- | ------- | ------ |
| Zlatá olympijská medaile    | 19 | Andrea Fischbacherová | Rakousko               | 1:20,14 | 0,00   |
| Stříbrná olympijská medaile | 22 | Tina Mazeová          | Slovinsko              | 1:20,63 | +0,49  |
| Bronzová olympijská medaile | 17 | Lindsey Vonnová       | Spojené státy americké | 1:20,88 | +0,74  |
| 4.                          | 30 | Johanna Schnarf       | Itálie                 | 1:20,99 | +0,85  |
| 5.                          | 16 | Elisabeth Görglová    | Rakousko               | 1:21,14 | +1,00  |
| 6.                          | 20 | Nadia Styger          | Švýcarsko              | 1:21,25 | +1,11  |
| 7.                          | 26 | Lucia Recchia         | Itálie                 | 1:21,43 | +1,29  |
| 8.                          | 12 | Maria Rieschová       | Německo                | 1:21,46 | +1,32  |
| 9.                          | 1  | Julia Mancusová       | Spojené státy americké | 1:21,50 | +1,36  |
| 10                          | 14 | Ingrid Jacquemod      | Francie                | 1:21,77 | +1,63  |
|                             |    |                       |                        |         |        |
| 29                          | 38 | Klára Křížová         | Česko                  | 1:26.46 | +6,32  |

### Obří slalom
- 24. únor 2010

| P                           | SČ | Sportovec              | Stát                   | Čas     | Ztráta |
| --------------------------- | -- | ---------------------- | ---------------------- | ------- | ------ |
| Zlatá olympijská medaile    | 2  | Viktoria Rebensburgová | Německo                | 2:27,11 | 0,00   |
| Stříbrná olympijská medaile | 7  | Tina Mazeová           | Slovinsko              | 2:27,15 | +0,04  |
| Bronzová olympijská medaile | 16 | Elisabeth Görglová     | Rakousko               | 2:27,25 | +0,14  |
| 4.                          | 19 | Fabienne Suter         | Švýcarsko              | 2:27,52 | +0,41  |
| 5.                          | 4  | Kathrin Zettelová      | Rakousko               | 2:27,53 | +0,42  |
| 6.                          | 1  | Kathrin Hölzl          | Německo                | 2:27,58 | +0,47  |
| 7.                          | 10 | Eva-Maria Brem         | Rakousko               | 2:27,62 | +0,51  |
| 8.                          | 18 | Julia Mancusová        | Spojené státy americké | 2:27,66 | +0,55  |
| 9.                          | 8  | Taina Barioz           | Francie                | 2:27,79 | +0,68  |
| 10                          | 12 | Maria Rieschová        | Německo                | 2:27,97 | +0,86  |
|                             |    |                        |                        |         |        |
|                             | 20 | Šárka Záhrobská        | Česko                  | DNS     |        |
|                             | 71 | Petra Zakouřilová      | Česko                  | DNF     |        |

### Slalom
- 26. únor 2010

| P                           | SČ | Sportovec               | Stát      | Čas     | Ztráta |
| --------------------------- | -- | ----------------------- | --------- | ------- | ------ |
| Zlatá olympijská medaile    | 5  | Maria Rieschová         | Německo   | 1:42,89 | 0,00   |
| Stříbrná olympijská medaile | 7  | Marlies Schildová       | Rakousko  | 1:43,32 | +0,43  |
| Bronzová olympijská medaile | 1  | Šárka Záhrobská         | Česko     | 1:43,90 | +1,01  |
| 4.                          | 9  | Maria Pietilae-Holmner  | Švédsko   | 1:44,22 | +1,33  |
| 5.                          | 6  | Sandrine Aubert         | Francie   | 1:44,46 | +1,57  |
| 6.                          | 3  | Tanja Poutiainenová     | Finsko    | 1:44,93 | +2,04  |
| 7.                          | 31 | Elisabeth Görglová      | Německo   | 1:44,97 | +2,08  |
| 8.                          | 18 | Nicole Gius             | Itálie    | 1:45,01 | +2,12  |
| 9.                          | 14 | Tina Mazeová            | Slovinsko | 1:45,09 | +2,20  |
| 10                          | 29 | Veronika Velez Zuzulová | Slovensko | 1:45,14 | +2,25  |
|                             |    |                         |           |         |        |
|                             | 45 | Petra Zakouřilová       | Česko     | DNF     |        |